# Culullitheca
Culullitheca é um gênero extinto de planta terrestre com eixos ramificados. É um gênero conhecido por depósitos carbonizados do Devoniano Inferior, de tipo lagerstätten Brown Clee Hill. Seus esporos formavam díades permanentes.